# Палатник Семен Олександрович
Палатник Семен Олександрович (англ. Sam Palatnik; *26 березня 1950, Одеса, УРСР) — радянський та американський шахіст українського походження, гросмейстер, шаховий тренер.

## Біографія
Народився і виріс в Одесі. Навчався в школі № 116, його сусідом за шкільною партою був Борис Бурда. Здобув інженерну освіту. Навчався в Одеському політехнічному інституті.
Учасник всесоюзних турнірів молодих майстрів: 1974 1—2 місця, 1975 і 1976 2-ге. Володар чотирьох золотих медалей Чемпіонату світу з шахів серед студентів двічі в особовому та командному (зі збірною СРСР) турнірах (Teesside, 1974 і Каракас, 1976). У складі збірної УРСР переможець 14-ї командної першості СРСР 1979 року.
Міжнародний майстер (1976) та гросмейстер (1978).
Успіхи у міжнародних турнірах: перше місце в Римавска Собота (1977), 3-тє Пловдив і 2—4 Київ (1978), 3-тє у Градець-Кралове (1980), 6-те в Гавані (1985), 3-4 у Бхілварі та 3-тє в Талліні (1986), 2-3 Трнава (1987).
У 90-ті роки емігрував у США. Проживає в штаті Теннессі, зрідка бере участь у змаганнях. Більш відомий зараз як шаховий тренер.

## Турнірні результати

### Результати виступів у чемпіонатах України
Семен Палатник зіграв у шести фінальних турнірах чемпіонатів України, набравши загалом 43½ очка з 86 можливих (+30-29=27).
| Рік  | Місто           | Турнір                 | + | − | = | Результат | Місце  |
| ---- | --------------- | ---------------------- | - | - | - | --------- | ------ |
| 1965 | Дніпропетровськ | 34-й чемпіонат України | 4 | 4 | 3 | 5½ з 11   | 6—8    |
| 1967 | Київ            | 36-й чемпіонат України | 5 | 4 | 4 | 7 з 13    | 19—23  |
| 1972 | Одеса           | 41-й чемпіонат України | 8 | 7 | 2 | 9 з 17    | 8—9    |
| 1978 | Ялта            | 47-й чемпіонат України | 7 | 2 | 6 | 10 з 15   | Silver |
| 1984 | Київ            | 53-й чемпіонат України | 3 | 5 | 7 | 6½ з 15   | 10—12  |
| 1989 | Херсон          | 58-й чемпіонат України | 3 | 7 | 5 | 5½ з 15   | 12     |